# Монтгомъри Бърнс
Чарлс Монтгомъри Плантагенет Шиклигрубер Бърнс, или обикновено мистър Бърнс и понякога Монти Бърнс – персонаж от анимационния сериал „Семейство Симпсън“, озвучен от Хари Шиърър. Той е собственик на Спрингфилдската атомна централа и най-богатият човек в града.
Монтгомъри Бърнс е образа на традиционния безчувствен милионер. Мат Грьонинг споделя, че създава образа му по прототип на магната Фред Олсън, който често се появявал в американските медии през 80-те години.
Първоначално всички го наричат Монтгомъри Бърнс", но в епизода „Two Cars in Every Garage and Three Eyes on Every Fish“ той казва „Ти няма да направиш това с мен, аз съм Чарлз Монтгомъри Бърнс“, което перифразира репликата от „Гражданинът Кейн“ „Ти няма да направиш това с мен, аз съм Чарлс Фостър Кейн“.

## Биография

### Ранни години, детство
В няколко епизода се споменава изключително бегло за детството на Бърнс. Един от първите описва, че той е живял с любящите си родители, брат си Джордж и мечка на име Бобо. В епизода „Double, Double, Boy in Trouble“ Бърнс казва, че е имал 14 братя и сестри, които умират в различни инциденти (тонът по който се изразява намеква, че той се крие зад инцидентите). След като оцелява само той родителите му го наричат Щастливец. В епизода „The Mansion Family“ лекарят кара Бърнс да напише причината за смъртта на родителите му, след което той пише „Изпречиха се на пътя ми“.